# Dendrobium insigne
Dendrobium insigne är en orkidéart som först beskrevs av Carl Ludwig von Blume, och fick sitt nu gällande namn av Heinrich Gustav Reichenbach och Friedrich Anton Wilhelm Miquel. Dendrobium insigne ingår i släktet Dendrobium, och familjen orkidéer.

## Underarter
Arten delas in i följande underarter:
- D. i. insigne
- D. i. subsimplex